# Championnat de Jordanie de football 2002-2003
Navigation
Saison précédente Saison suivante
La saison 2002-2003 du Championnat de Jordanie de football est la cinquante-quatrième édition du championnat de première division en Jordanie. La compétition est disputée sous forme de poule unique où les dix meilleurs clubs du pays s'affrontent deux fois au cours de la saison, à domicile et à l'extérieur. En fin de saison, les deux derniers du classement sont relégués et remplacés par les deux meilleurs clubs de deuxième division.
C'est le club d'Al Faisaly Club, triple tenant du titre, qui remporte à nouveau la compétition après avoir terminé en tête du classement final, avec quatre points d'avance sur Al-Weehdat Club et treize sur Al Hussein Irbid. C'est le 29e titre de champion de Jordanie de l'histoire du club, qui réussit le doublé en s'imposant en finale de la Coupe de Jordanie face à Al-Hussein.

## Les clubs participants
| - Al-Weehdat Club - Al Ramtha SC - Al Hussein Irbid - Al-Ahli Amman - Ramtha Union - Promu de D2 | - Al Jazira Amman - Al-Faisaly Club - Al Buqa'a - Al Arabi Irbid - Promu de D2 - Shabab Al Hussein |

## Compétition

### Classement
Le barème utilisé pour établir le classement est le suivant :
- Victoire : 3 points
- Match nul : 1 point
- Défaite : 0 point

| Rang | Équipe            | Pts | J  | G  | N | P  | Bp | Bc | Diff |
| ---- | ----------------- | --- | -- | -- | - | -- | -- | -- | ---- |
| 1    | Al Faisaly Club   | 48  | 18 | 16 | 0 | 2  | 48 | 14 | +34  |
| 2    | Al-Weehdat Club   | 44  | 18 | 14 | 2 | 2  | 59 | 15 | +44  |
| 3    | Al Hussein Irbid  | 35  | 18 | 11 | 2 | 5  | 30 | 16 | +14  |
| 4    | Al Buqa'a         | 31  | 18 | 9  | 4 | 5  | 23 | 17 | +6   |
| 5    | Al Ramtha SC      | 25  | 18 | 7  | 4 | 7  | 30 | 23 | +7   |
| 6    | Al-Ahli Amman     | 22  | 18 | 6  | 4 | 8  | 19 | 25 | -6   |
| 7    | Shabab Al-Hussein | 15  | 18 | 4  | 3 | 11 | 24 | 42 | -18  |
| 8    | Al Jazira Amman   | 14  | 18 | 4  | 2 | 12 | 25 | 46 | -21  |
| 9    | Al Arabi IrbidP   | 13  | 18 | 3  | 4 | 11 | 19 | 43 | -24  |
| 10   | Ramtha UnionP     | 9   | 18 | 2  | 3 | 13 | 14 | 50 | -36  |

|  | Qualification pour la Coupe de l'AFC 2004 et la Ligue des champions arabes 2003-2004     |
|  | Relégation directe en deuxième division                                                  |
|  | T : Tenant du titre C : Vainqueur de la Coupe de Jordanie P : Promu de deuxième division |

## Bilan de la saison
| Championnat de Jordanie de football 2002-2003 |                             |
| Champion                                      | Al Faisaly Club (29e titre) |
| Coupes et trophées                            |                             |
| Vainqueur de la Coupe de Jordanie 2002-2003   | Al Faisaly Club             |
| Qualifications continentales                  |                             |
| Coupe de l'AFC 2004                           | Aucun                       |
| Ligue des champions arabes 2003-2004          | Al Faisaly Club             |
| Ligue des champions arabes 2003-2004          | Al-Weehdat Club             |
| Promotions et relégations                     |                             |
| Promus en première division                   | Al Yarmouk Amman            |
| Promus en première division                   | Kfarsoum SC                 |
| Relégués en deuxième division                 | Ramtha Union                |
| Relégués en deuxième division                 | Al Arabi Irbid              |